# 10. duben
10. duben je 100. den roku podle gregoriánského kalendáře (101. v přestupném roce). Do konce roku zbývá 265 dní. Svátek má Darja.

## Události

### Česko
- 1741 – Marie Terezie po porážce rakouských vojsk v bitvě u Molvic Malujowice na Odře ztrácí větší část Slezska.
- 1881 – Zahájila provoz první telefonní linka v Čechách, spojující správní budovu Dolu Hartmann v Ledvicích s nádražím v Duchcově.
- 1963 – Vláda ČSSR přijala Usnesení č. 286, O koncepci dlouhodobého rozvoje silniční sítě a místních komunikací, podle kterého mělo být v Československu postaveno do roku 2000 mj. více než 1700 kilometrů dálnic a dalších cca 1000 km hlavních silnic zkapacitněno pro výhledový provoz min. 9000 vozidel denně.
- 1967 – Český film režiséra Miloše Formana Lásky jedné plavovlásky (1965) byl v nominaci na Oscara v kategorii Nejlepší cizojazyčný film v rámci 39. ročníku udílení cen americké Akademie filmového umění a věd za rok 1966.
- 1967 – Polská herečka Ida Kamińska byla v nominaci na Oscara v kategorii Nejlepší ženský herecký výkon v hlavní roli v československém filmu Obchod na korze (1965) režisérů Jána Kadára a Elmara Klose v rámci 39. ročníku udílení cen americké Akademie filmového umění a věd. Tento film obdržel již v předchozím 38. ročníku Oscara v kategorii Nejlepší cizojazyčný film za rok 1965.
- 1968 – Československý film režiséra Jiřího Menzela Ostře sledované vlaky (1966) získal Oscara v kategorii Nejlepší cizojazyčný film v rámci 40. ročníku udílení cen americké Akademie filmového umění a věd za rok 1967.

### Svět

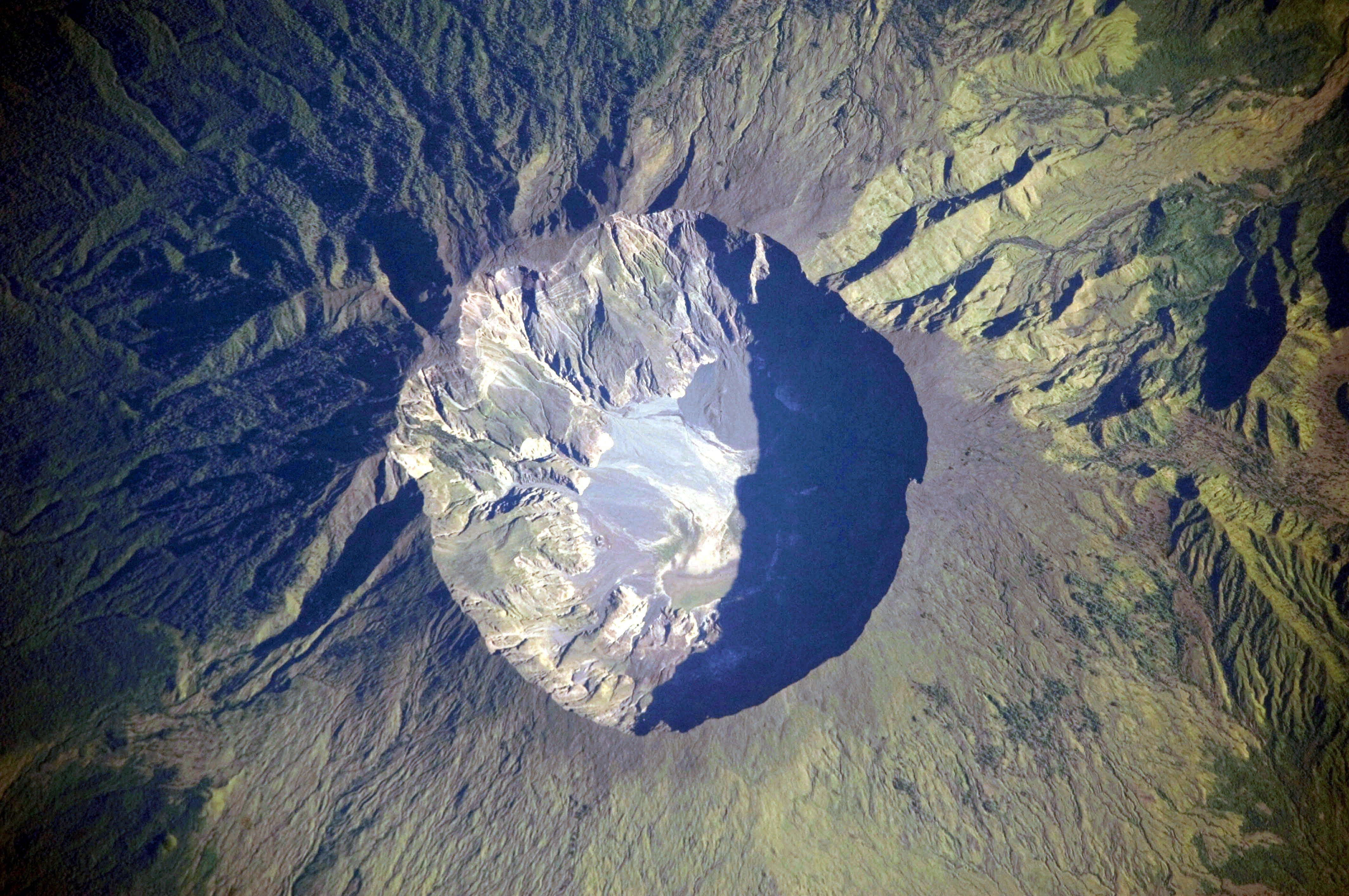
7km kaldera sopky Tambora.

- 0428 – Nestorios se stal patriarchou Konstantinopole.
- 0837 – Halleyova kometa se přiblížila k Zemi na 0,03 astronomické jednotky.
- 1516 – V Benátkách vzniklo první židovské ghetto, když Židům vymezili ohraničený prostor, kde mohou žít.
- 1656 – Nizozemské loďstvo okupovalo Colombo na ostrově Cejlon.
- 1790 – V USA založili patentní úřad a ochranné známky.
- 1809 – Rakousko zahájilo novou válku proti Francii tím, že vpadlo na území Bavorska, jež bylo Napoleonovým spojencem.
- 1815 – V Indonésii proběhla erupce sopky Tambora, nejsilnější sopečná událost od roku 1257. Erupce o síle VEI 7 zahubila 92 tisíc lidí, způsobila znatelné globální ochlazení a proto je následující rok 1816 nazýván jako tzv. Rok bez léta.
- 1864 – Maxmilián, rakouský arcivévoda byl vyhlášen mexickým císařem.
- 1912 – Zaoceánský parník Titanic vyplul z anglického Southamptonu na svou panenskou plavbu.
- 1945 – Druhá světová válka: Luftwaffe provádí svůj poslední let nad Británií (průzkumný let proudového Arada Ar 234).
- 1970 – Paul McCartney oznámil, že opouští Beatles
- 1991 – Italský trajekt Moby Prince se u přístavu Livorno srazil s ropným tankerem Agip Abruzzo. Při výbuchu a následném požáru zahynulo 140 osob.
- 1998 – Spojené království a Irsko uzavřely Velkopáteční dohodu ohledně Severního Irska.
- 2003 – Společnosti Air France a British Airways oznámily, že během roku bez náhrady ukončí provoz na linkách concordů.
- 2008 – Slovenský parlament ratifikoval Lisabonskou smlouvu.
- 2010 – Smolensk: Pád letadla s polským prezidentem Lechem Kaczyńskim s jeho ženou a dalšími 94 významnými polskými představiteli.

## Narození

### Česko

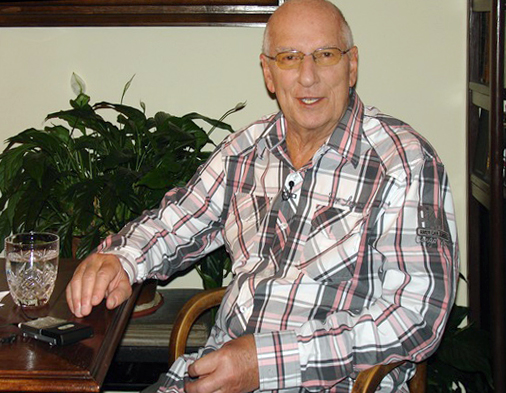
Karel Štědrý (* 1937)

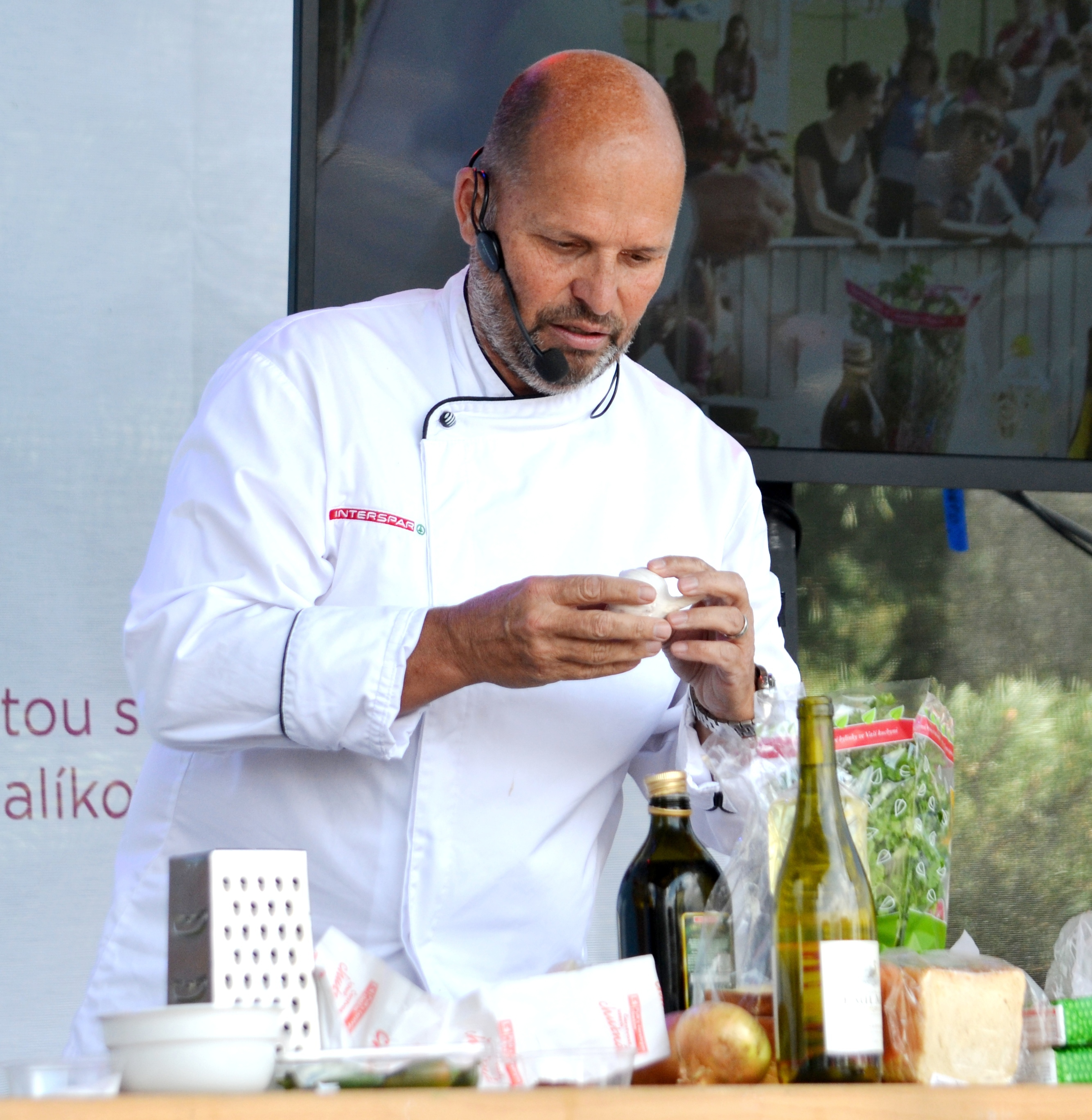
Zdeněk Pohlreich (* 1957)

- 1749 – Jiří Procháska, česko-rakouský lékař († 17. července 1820)
- 1809 – Wilhelm Horn, český malíř a fotograf († 15. října 1891)
- 1810 – Anton von Jaksch, česko-rakouský lékař, profesor Univerzity Karlovy († 2. září 1887)
- 1835 – Jakub Škoda, pedagog, přerovský komunální politik († 28. října 1885)
- 1850 – Vincenc Strouhal, český experimentální fyzik († 23. ledna 1922)
- 1868 – Richard Hrdlička, český historik a spisovatel († 22. června 1967)
- 1871 – Alfréd Meissner, československý ministr spravedlnosti († 29. září 1950)
- 1877 – Alfred Kubin, rakouský grafik českého původu († 20. srpna 1959)
- 1878 – Eduard Štorch, spisovatel, pedagog († 25. června 1956)
- 1884 – Jaroslav Hněvkovský, český malíř a cestovatel, nazývaný „malíř Indie“ († 9. června 1956)
- 1885 – Anton Gebert, kanovník u katedrály sv. Víta v Praze († 18. května 1942)
- 1888 – Jaromír Čermák, sochař († 9. března 1975)
- 1891 – Jiří Dvořák, český malíř († 25. ledna 1977)
- 1892 – Adolf Sigmund, lékař-radiolog, průkopník rentgenové diagnostiky († 12. července 1934)
- 1896
  - František Brož, český hudební skladatel († 21. července 1962)
  - Jaroslav Tomášek, český hudební skladatel († 26. listopadu 1970)
- 1901 – Míra Holzbachová, česká tanečnice, choreografka a novinářka († 18. května 1982)
- 1908 – František Kriegel, politik, přední osobnost pražského jara roku 1968 († 3. prosince 1979)
- 1913
  - Jaroslav Kouřil, katolický teolog († 29. prosince 1981)
  - Rudolf Procházka, partyzánský velitel († 11. dubna 1973)
- 1919
  - Jiří Batušek, kněz, teolog a politický vězeň († 21. ledna 2011)
  - Ota Čermák, hráč na elektrické varhany († 21. srpna 1963)
- 1925 – Vilém Přibyl, operní pěvec († 21. července 1990)
- 1928 – Ota Hofman, spisovatel a scenárista († 17. května 1989)
- 1929
  - Miroslav Ivanov, český spisovatel a publicista († 23. prosince 1999)
  - Libuše Šilhánová, česká novinářka a socioložka († 10. října 2016)
- 1930 – Karel Kroupa, malíř
- 1935 – Sylvie Daníčková, česká herečka, konferenciérka, redaktorka a překladatelka
- 1937 – Karel Štědrý, zpěvák, herec, moderátor († 7. listopadu 2017)
- 1941 – Ivan Fišera, sociolog a politik
- 1942 – František Herman, fagotista a hudební pedagog
- 1946 – Jaroslava Obermaierová, herečka
- 1951 – Rudolf Brázdil, fyzický geograf
- 1953 – Vladimír Záhorský, politik a lékař
- 1957 – Zdeněk Pohlreich, šéfkuchař, gastronom
- 1968 – Štěpánka Hilgertová, kajakářka

### Svět

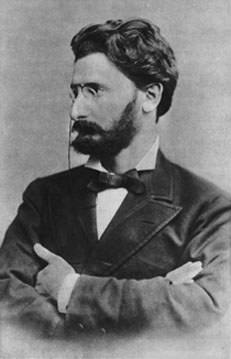
Joseph Pulitzer (* 1847)

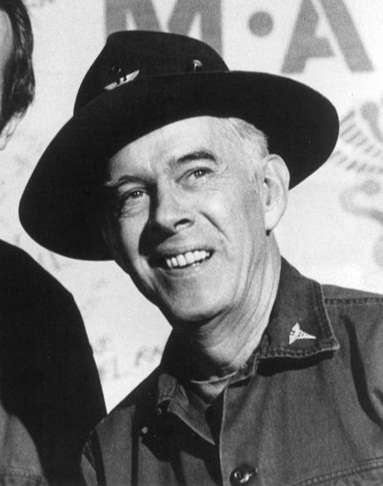
Harry Morgan (* 1915)

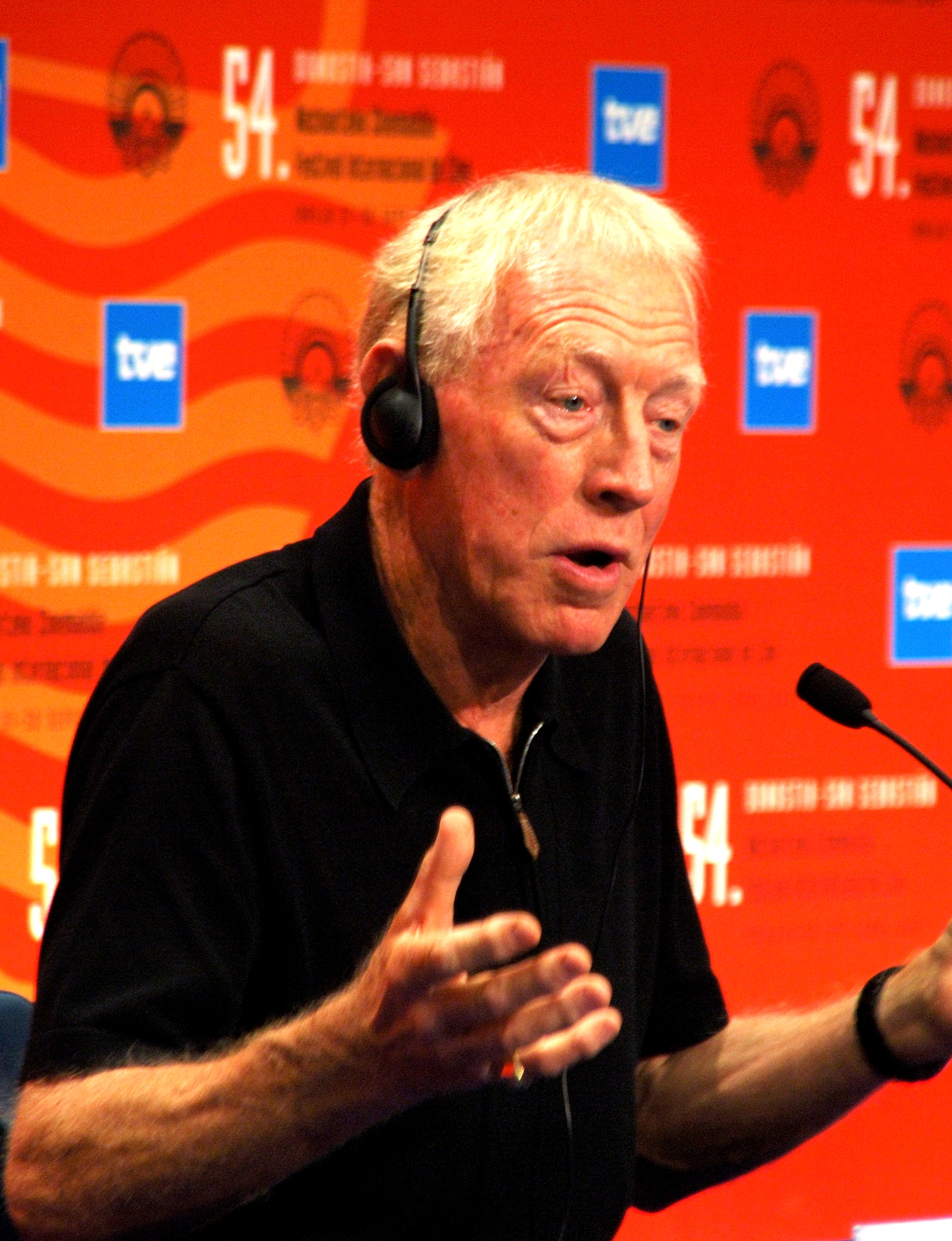
Max von Sydow (* 1929)

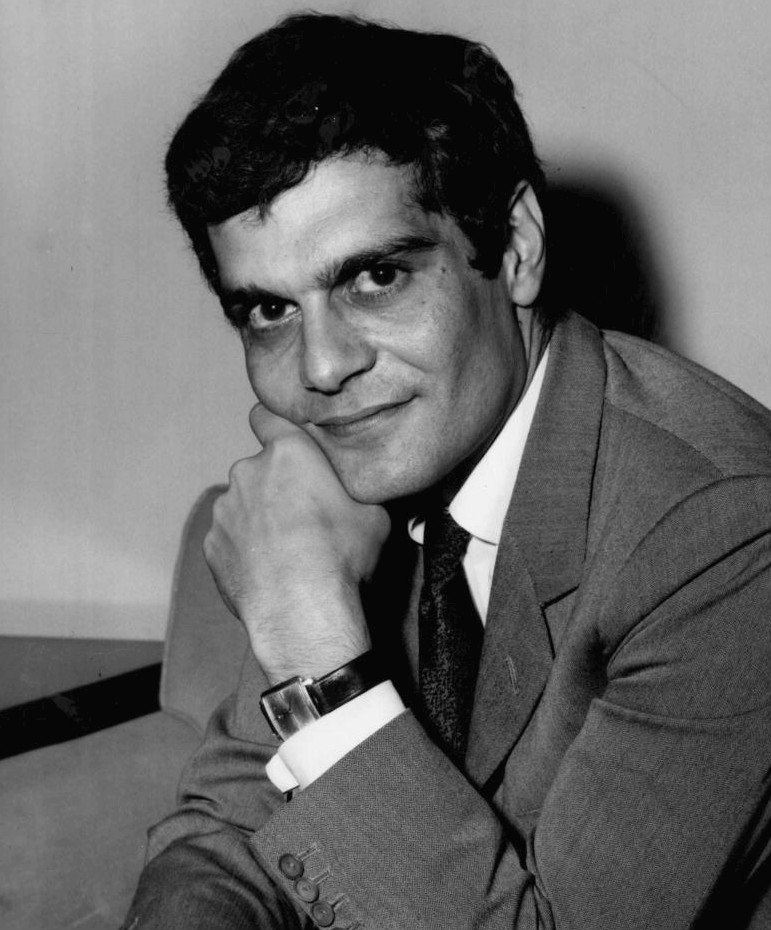
Omar Sharif (* 1932)

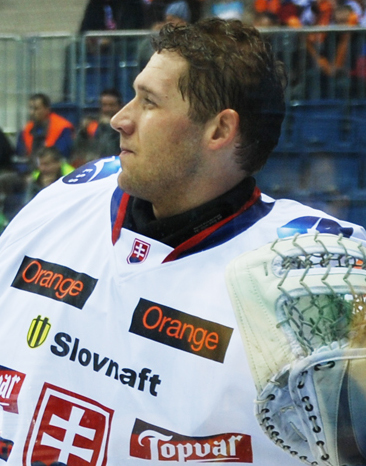
Ján Lašák (* 1979)

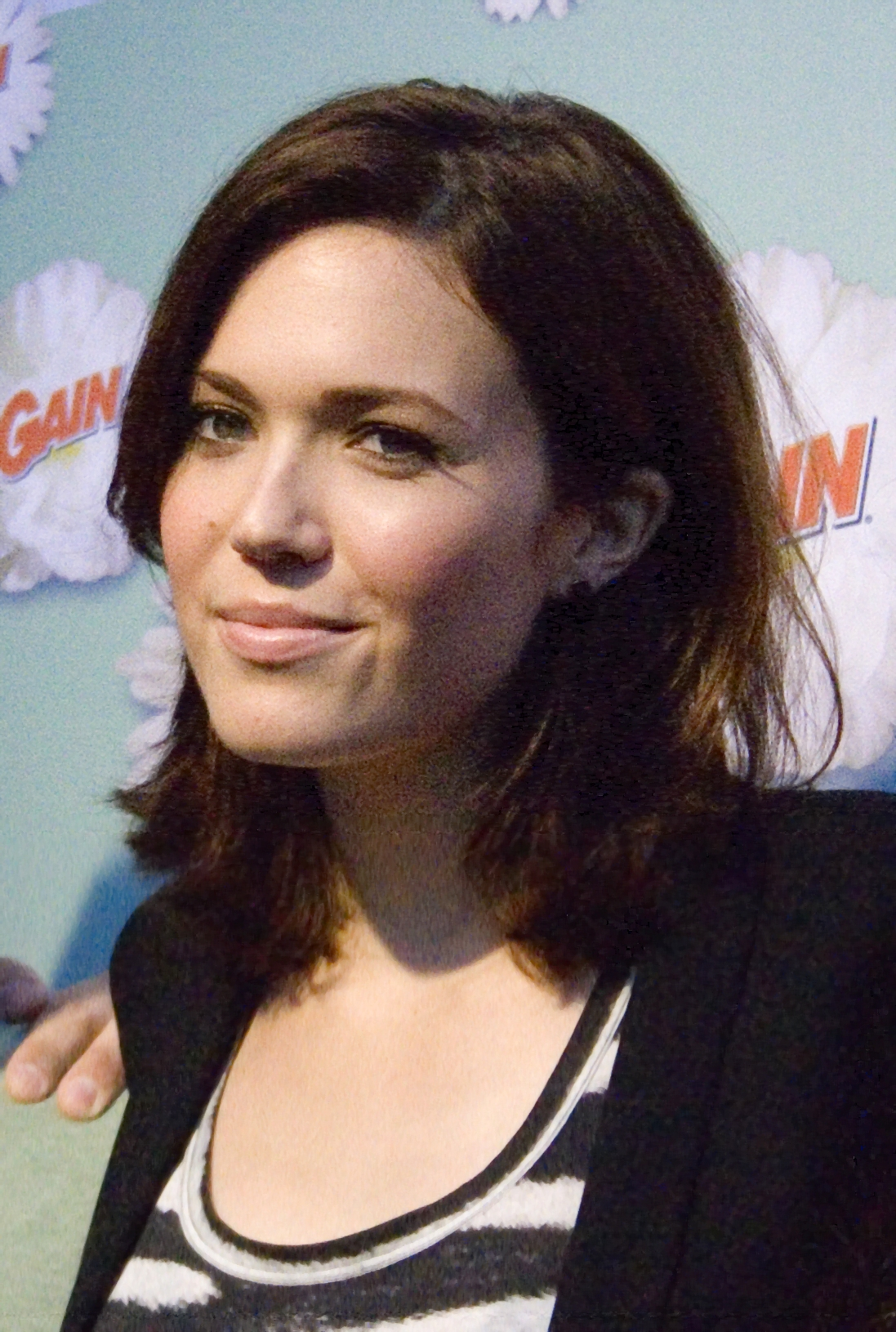
Mandy Moore (* 1984)

- 1512 – Jakub V. Skotský, král skotský († 14. prosince 1542)
- 1583 – Hugo Grotius, holandský právník, dramatik a básník († 28. srpna 1645)
- 1755 – Samuel Hahnemann, německý lékař, zakladatel homeopatie († 2. července 1843)
- 1769 – Jean Lannes, francouzský generál († 31. května 1809)
- 1783 – Hortense de Beauharnais, holandská královna († 5. října 1837)
- 1789 – Amálie Luisa Arenberková, bavorská vévodkyně († 4. dubna 1823)
- 1794 – Matthew Calbraith Perry, americký námořní velitel († 4. března 1858)
- 1808 – Auguste Franchomme, francouzský violoncellista a hudební skladatel († 21. ledna 1884)
- 1823 – Johannes Falke, německý historik († 2. března 1876)
- 1824 – Julius Meinl, rakouský obchodník († 24. prosince 1914)
- 1827 – Lew Wallace, americký voják, politik a spisovatel († 15. února 1905)
- 1829 – William Booth, zakladatel a první generál Armády spásy († 20. srpna 1912)
- 1847 – Joseph Pulitzer, maďarsko-americký novinář, zakladatel Pulitzerovy ceny († 29. října 1911)
- 1857 – Lucien Lévy-Bruhl, francouzský filozof († 13. března 1939)
- 1868 – George Arliss, britský herec († 5. února 1946)
- 1876 – Šabtaj Levy, izraelský politik († 1. listopadu 1956)
- 1878 – Maximos IV. Saïgh, syrský kardinál, patriarcha antiochijský († 5. listopadu 1967)
- 1880
  - Leo Kalda, chorvatský architekt († 10. října 1956)
  - Hans Purrmann, německý malíř a grafik († 17. dubna 1966)
- 1885 – Christian Hansen, generál Wehrmachtu († 7. srpna 1972)
- 1886 – John Hayes, americký olympijský vítěz v maratonu († 25. srpna 1965)
- 1897 – Eric Knight, americký spisovatel († 15. ledna 1943)
- 1900 – Jean Duvieusart, premiér Belgie († 10. října 1977)
- 1911 – Maurice Schumann, francouzský politik, novinář a spisovatel († 9. února 1998)
- 1912 – Boris Kidrič, první slovinský premiér († 11. dubna 1953)
- 1913 – Duke Dinsmore, americký automobilový závodník († 12. října 1985)
- 1914 – Paul Russo, americký automobilový závodník († 23. července 1976)
- 1915 – Harry Morgan, americký herec († 7. prosince 2011)
- 1916 – Friedrich Heer, rakouský kulturní historik († 18. září 1983)
- 1917 – Robert Burns Woodward, americký organický chemik, Nobelova ceny za chemii 1965 († 8. července 1979)
- 1918 – Cornell Capa, americký fotograf († 23. května 2008)
- 1919 – Richard Bergmann, rakouský a britský stolní tenista, mistr světa († 5. dubna 1970)
- 1920 – Maciej Słomczyński, polský spisovatel, překladatel a scenárista († 27. března 1998)
- 1921 – Rudolf Hribernik, slovinský generál, historik, politik († 10. ledna 2002)
- 1922 – Vesna Parun, chorvatská básnířka († 25. října 2010)
- 1927 – Marshall Warren Nirenberg, americký biochemik, nositel Nobelovy ceny za fyziologii a medicínu z roku 1968 († 15. ledna 2010)
- 1928 – Fraser MacPherson, kanadský jazzový saxofonista († 27. září 1993)
- 1929
  - Max von Sydow, švédský herec († 8. března 2020)
  - Mike Hawthorn, britský automobilový závodník, mistr světa Formule 1 v roce 1958 († 22. ledna 1959)
- 1930 – Claude Bolling, francouzský jazzový pianista a skladatel
- 1932
  - Omar Sharif, egyptský herec († 10. července 2015)
  - Delphine Seyrig, francouzská divadelní a filmová herečka († 15. října 1990)
- 1933 – Philip Corner, americký hudební skladatel, teoretik a klavírista
- 1934
  - David Halberstam, americký žurnalista a spisovatel († 23. dubna 2007)
  - Carel Godin De Beaufort, nizozemský automobilový závodník († 2. srpna 1964)
- 1935
  - Nicola Cabibbo, italský jaderný fyzik († 16. srpna 2010)
  - Peter Hollingworth, arcibiskup Brisbane, generální guvernér Austrálie
  - Moše Nisim, izraelský politik, ministr a vicepremiér
- 1937 – Bella Achmadulinová, ruská básnířka, spisovatelka a překladatelka († 29. listopadu 2010)
- 1938 – Denny Zeitlin, americký jazzový klavírista
- 1939 – Claudio Magris, italský spisovatel, překladatel, germanista
- 1942 – Ian Callaghan, anglický fotbalista
- 1947
  - Halina Frackowiak, polská zpěvačka, textařka a skladatelka
  - Burke Shelley, rockový hudebník, zpěvák a baskytarista
- 1948
  - Fred Smith, americký baskytarista
  - Igor Novák, slovenský fotbalista, reprezentant Československa († 13. listopadu 2006)
- 1949 – Kevin McAlea, britský klávesista
- 1950 – George Kenneth Griffey Sr., hráč baseballu
- 1951 – Steven Seagal, americký herec, režisér, scenárista, producent a bluesový zpěvák
- 1952 – Grigorij Javlinskij, ruský liberální ekonom a politik
- 1954 – Jouko Törmänen, finský skokan na lyžích, olympijský vítěz († 3. ledna 2015)
- 1956 – Gerda Stevenson, skotská spisovatelka
- 1958 – Juval Steinitz, izraelský filosof, akademik a politik
- 1959
  - Babyface, americký zpěvák, skladatel, kytarista a herec
  - Brian Setzer, merický rock and rollový zpěvák a kytarista
- 1970 – Q-Tip (Jonathan Davis), americký rapper a hudební producent
- 1973 – Roberto Carlos da Silva Rocha, brazilský fotbalista
- 1975 – David Harbour, americký herec
- 1979
  - Sophie Ellis-Bextor, anglická zpěvačka
  - Ján Lašák, slovenský hokejový brankář
- 1980
  - Sean Avery, kanadský hokejista
  - Andy Ram, izraelský tenista
  - Gro Hammerseng-Edinová, norská házenkářka
- 1982
  - Alexej Děngin, ruský horolezec
  - Igor Žofčák, slovenský fotbalista
- 1983
  - Ryan Merriman, americký herec
  - Igor Žofčák, slovenský fotbalista
- 1984 – Mandy Mooreová, americká herečka a zpěvačka
- 1986 – Augusto Fernández, argentinský fotbalista
- 1988 – Haley Joel Osment, americký herec
- 1994 – Risa Ozakiová, japonská tenistka
- 2001 – Angelina Mango, italská zpěvačka
- 2007 – Ariane Nizozemská, třetí a nejmladší dcera nizozemského krále Viléma-Alexandra a královny Máximy

## Úmrtí

### Česko
- 1667 – Jan Marcus Marci, český matematik (* 13. června 1595)
- 1723 – Leopold Šlik z Holíče a Pasounu, nejvyšší kancléř Českého království (* 10. června 1663)
- 1733 – Daniel Josef Mayer z Mayernu, kanovník u sv. Víta v Praze (* 16. ledna 1656)
- 1854 – Antonín Jan Jungmann, český lékař (* 19. května 1775)
- 1878 – Josef Jaromír Štětka, český lékař a politik (* 15. července 1808)
- 1892 – Anton Waldert, český právník a politik německé národnosti (* 1823)
- 1901 – Hugo Jelínek, cukrovarnický odborník, vynálezce a politik (* 31. března 1834)
- 1902 – Leopoldina Thunová, česká šlechtična z rodu Lamberků (* 9. května 1825)
- 1940
  - Jindřich Vodák, literární a divadelní kritik (* 8. listopadu 1867)
  - Václav Bouček, československý politik (* 5. září 1869)
  - Václav Sladký, československý politik (* 20. dubna 1879)
  - Alois Tučný, československý politik, odborový předák a ministr (* 4. června 1881)
- 1959 – Jan Černý, premiér Československa (* 4. března 1874)
- 1967 – Eduard Hnilička, český architekt a grafik (* 1. února 1887)
- 1968 – Jan Novák, československý fotbalový reprezentant (* 5. července 1896)
- 1972 – Jiří Toman, fotograf, ilustrátor a knižní grafik (* 22. března 1924)
- 1993 – Vlastimil Fiala, historik umění a překladatel (* 28. dubna 1920)
- 2000 – Jindřich Šilhán, český astronom a pedagog (* 16. října 1944)
- 2001 – Ferdinand Plánický, československý fotbalový reprezentant (* 22. května 1920)
- 2002 – Josef Melč, rozhlasový režisér (* 22. ledna 1934)
- 2004 – Jiří Weiss, režisér (* 29. března 1913)

### Svět

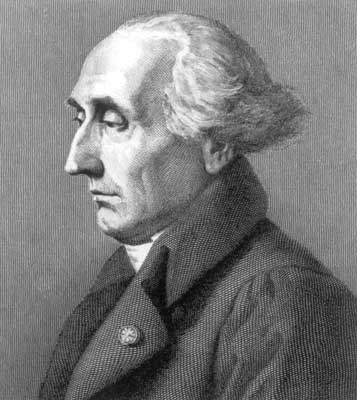
Joseph Louis Lagrange († 1813)

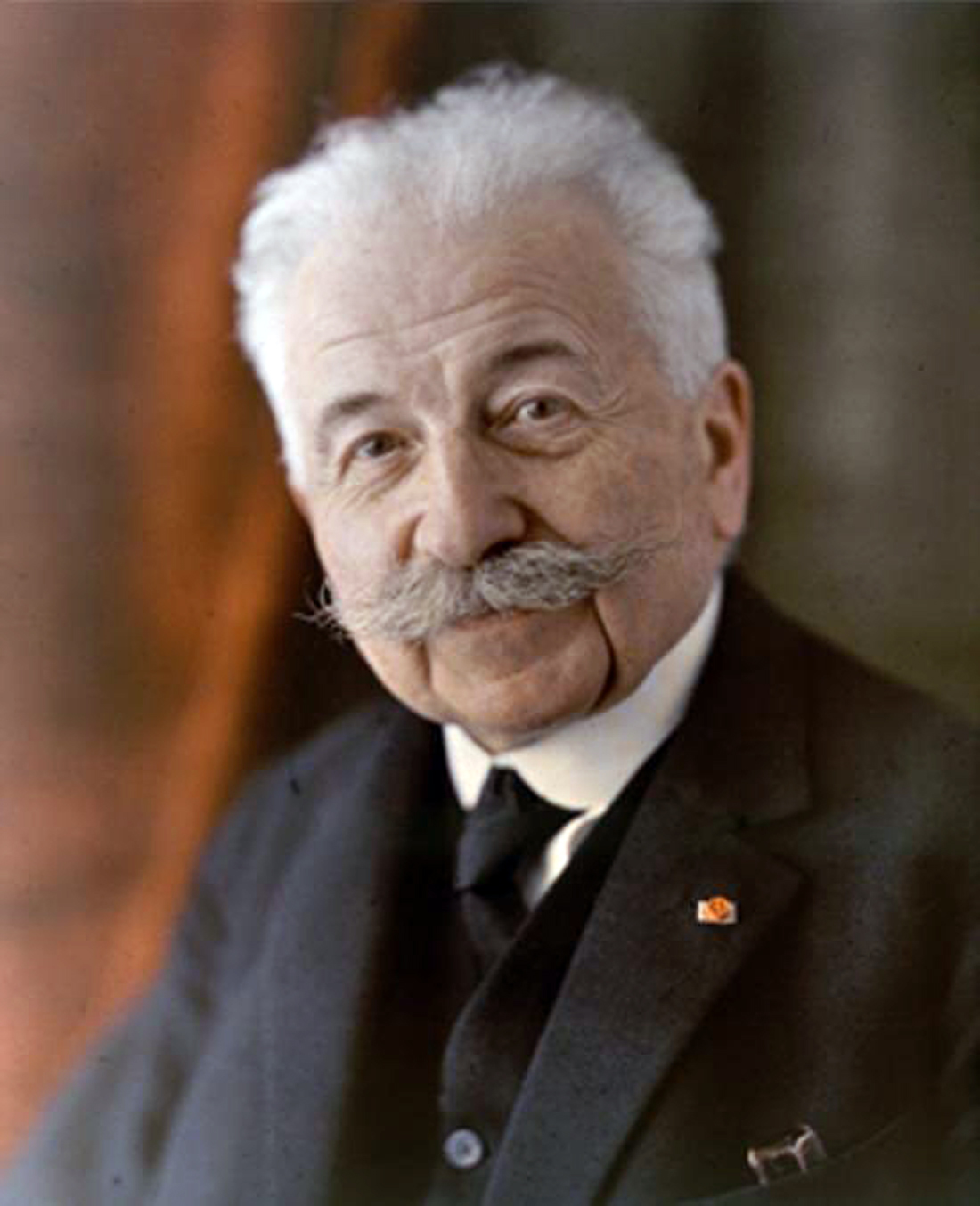
Auguste Lumière († 1954)

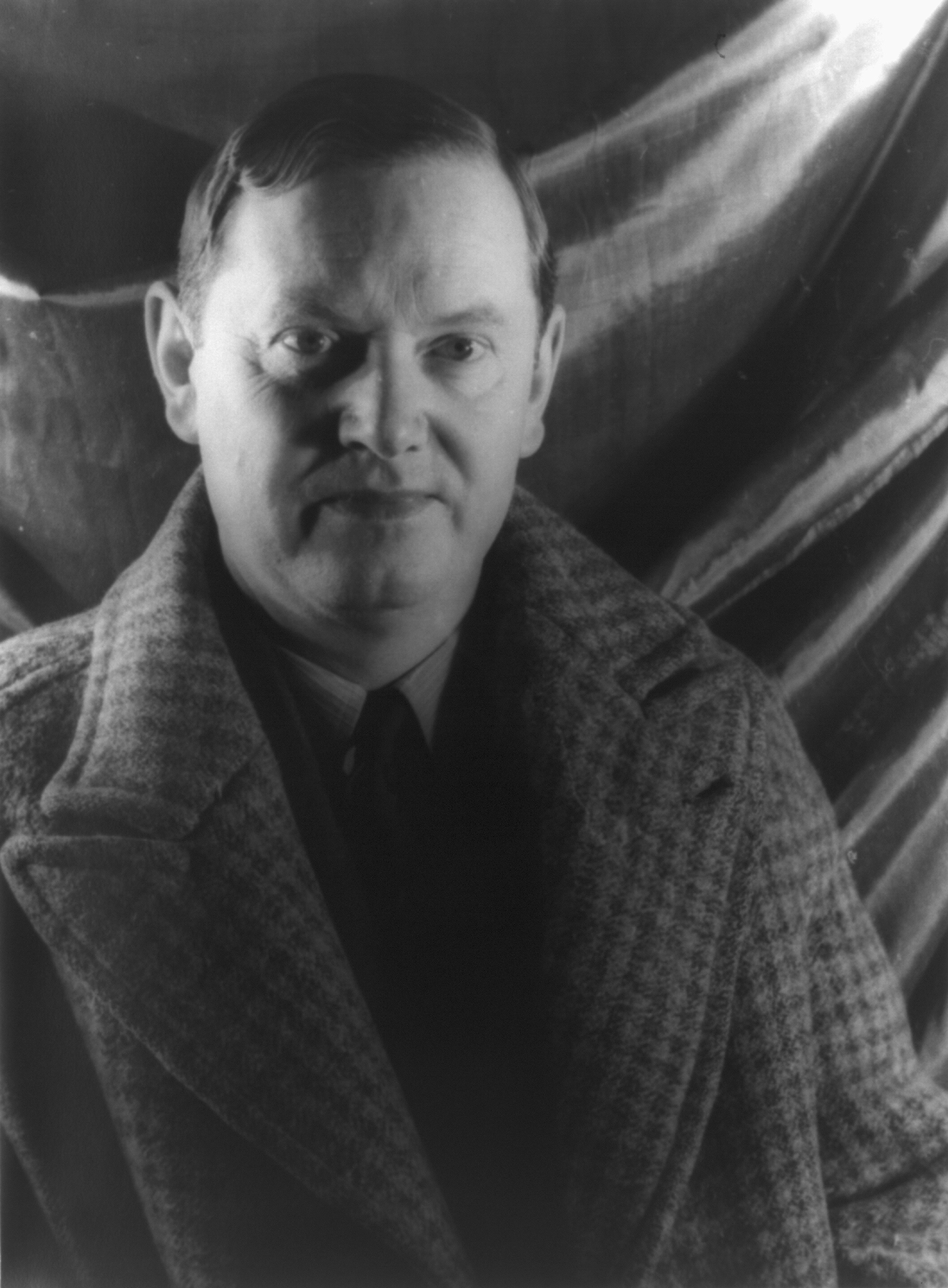
Evelyn Waugh († 1966)

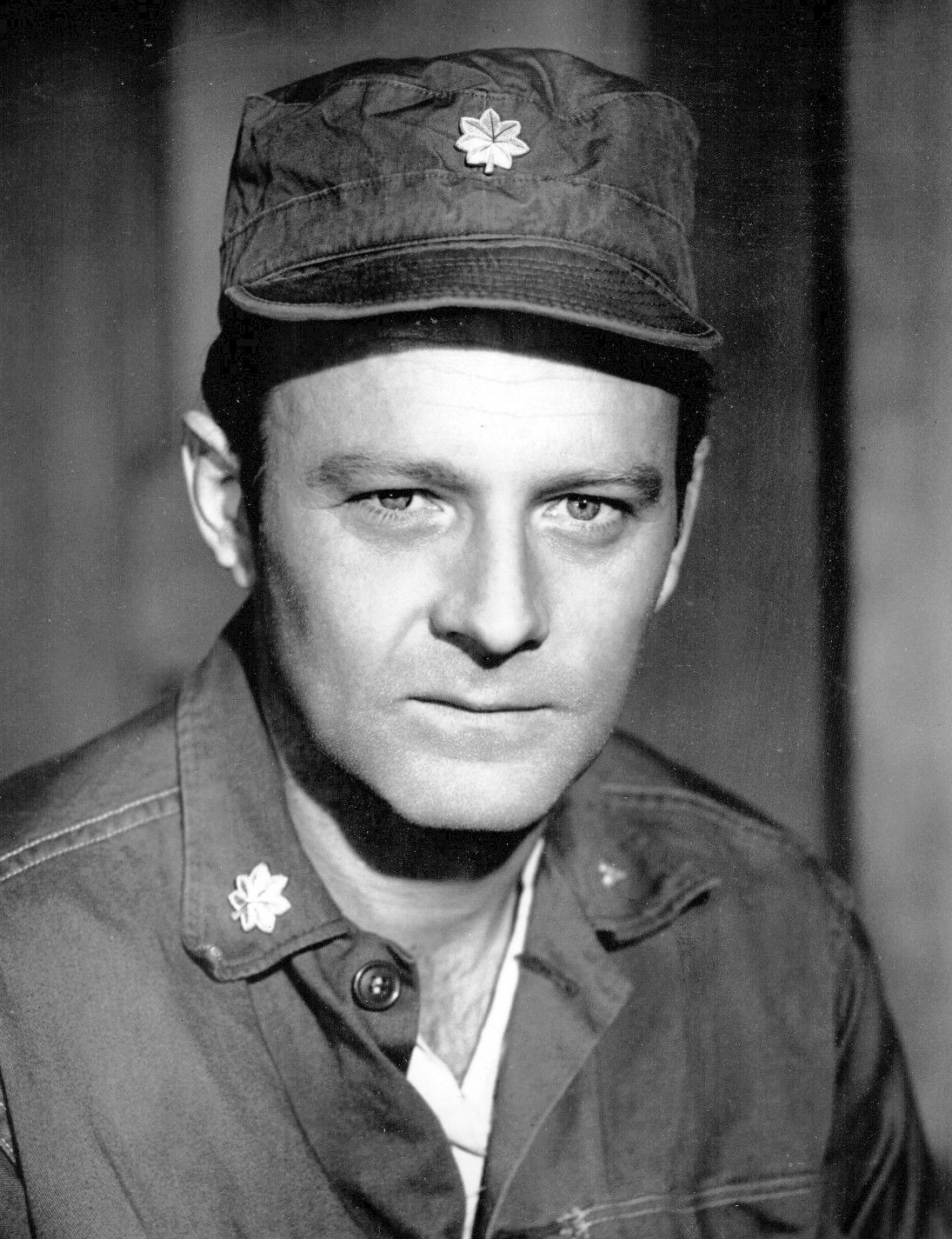
Larry Linville († 2000)

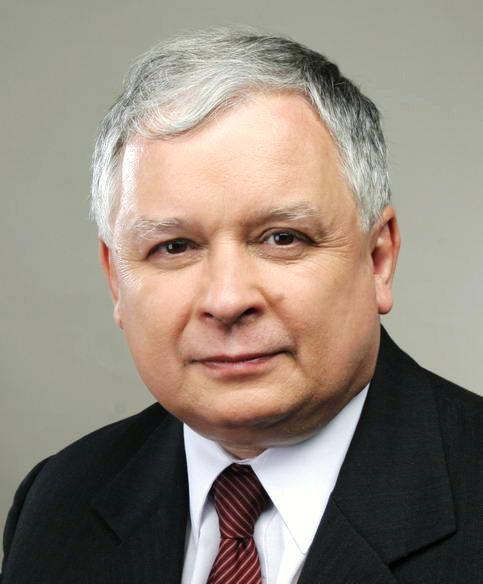
Lech Kaczyński († 2010)

- 0879 – Ludvík II. Koktavý, západofranský král (* 1. listopadu 846)
- 0947 – Hugo I. Italský, italský král (* kolem 880)
- 1533 – Frederik I. Dánský, dánský a norský král (* 7. října 1471)
- 1585 – Řehoř XIII., papež (* 7. ledna 1502)
- 1587 – Jindřich III. Minsterberský, olešnický kníže (* 29. dubna 1542)
- 1599 – Gabriella d'Estrées, milenka, důvěrnice a snoubenka francouzského krále Jindřicha IV. (* 1570)
- 1625 – Svatý Michael de Sanctis, španělský římskokatolický světec (* 29. září 1591)
- 1694 – Catharina Regina von Greiffenberg, dolnorakouská protestantská barokní básnířka (* 7. září 1633)
- 1730 – Nicolas Chalon du Blé, francouzský generál a ministr zahraničních věcí (* 24. ledna 1652)
- 1742 – Amálie Vilemína Brunšvicko-Lüneburská, manželka císaře Josefa I., česká královna (* 21. dubna 1673)
- 1756 – Giacomo Antonio Perti, italský hudební skladatel (* 6. června 1661)
- 1767 – Johann Elias Ridinger, německý rytec, malíř a nakladatel (* 15. února 1698)
- 1813 – Joseph Louis Lagrange, italsko-francouzský matematik a astronom (* 25. ledna 1736)
- 1824 – Jean-Baptiste Drouet, francouzský poštmistr, který poznal krále Ludvíka XVI. na útěku (* 8. ledna 1763)
- 1865 – Šokan Valichanov, kazašský etnograf, historik, cestovatel a geograf (* ? 1835)
- 1890 – Franz Albert Eder, arcibiskup salcburský a politik (* 30. ledna 1818)
- 1891 – John Adams Whipple, americký fotograf a vynálezce (* 10. září 1822)
- 1898 – Charles Yriarte, francouzský spisovatel a novinář (* 5. prosince 1823)
- 1906 – Georgij Gapon, ruský kněz a revolucionář (* 17. února 1870)
- 1911
  - Mikalojus Konstantinas Čiurlionis, litevský hudební skladatel a malíř (* 22. září 1875)
  - Edward Palmer, americký botanik a archeolog (* 12. ledna 1829)
- 1919 – Emiliano Zapata, mexický revolucionář (* 8. srpna 1879)
- 1921 – Gedeon Majunke, slovenský architekt (* 9. května 1854)
- 1924 – Auguste Hauschnerová, německá spisovatelka (* 12. února 1850)
- 1931 – Chalíl Džibrán, libanonský malíř, básník a spisovatel (* 6. ledna 1883)
- 1938 – Joe King Oliver, americký kornetista, tzv. král jazzu (* 10. dubna 1885)
- 1945 – Paul Leppin, německý spisovatel (* 27. listopadu 1878)
- 1947 – Heinrich von Maur, německý generál (* 19. července 1863)
- 1949 – Adolf Wallenberg, německý internista a neurolog (* 10. listopadu 1862)
- 1951 – Nora Barnacleová, milenka, manželka a zdroj inspirace Jamese Joyce (* březen 1884)
- 1954
  - Ludwig Curtius, německý archeolog (* 13. prosince 1874)
  - Auguste Lumiere, jeden z prvních filmových tvůrců (* 19. října 1862)
- 1955 – Pierre Teilhard de Chardin, francouzský náboženský myslitel a vědec geolog a paleontolog, (* 1. května 1881)
- 1962 – Stuart Sutcliffe, britský hudebník a malíř (* 23. června 1940)
- 1964 – Eino Antero Luukkanen, finský stíhací pilot (* 4. června 1909)
- 1966 – Evelyn Waugh, anglický spisovatel (* 28. října 1903)
- 1975 – Walker Evans, americký fotograf (* 3. listopadu 1903)
- 1979 – Nino Rota, italský hudební skladatel (* 3. prosince 1911)
- 1991
  - Kevin Peter Hall, americký herec (* 9. května 1955)
  - Martin Hannett, anglický hudebník a hudební producent (* 31. května 1948)
- 1992 – Peter D. Mitchell, britský biochemik, Nobelova cena 1978 (* 29. září 1920)
- 1993 – Uberto Bonetti, italský malíř (* 31. ledna 1909)
- 1995
  - Glyn Jones, velšský romanopisec, básník a literární historik (* 28. února 1905)
  - Mórárdží Désaí, premiér Indie (* 29. února 1896)
- 1997 – Martin Schwarzschild, americký fyzik německého původu (* 31. května 1912)
- 2000 – Larry Linville, americký herec a komik (* 29. září 1939)
- 2004 – Jacek Kaczmarski, polský básník, spisovatel, textař a písničkář (* 22. března 1957)
- 2007 – Walter Hendl, americký dirigent (* 12. ledna 1917)
- 2010O. J. Simpson († 2024)

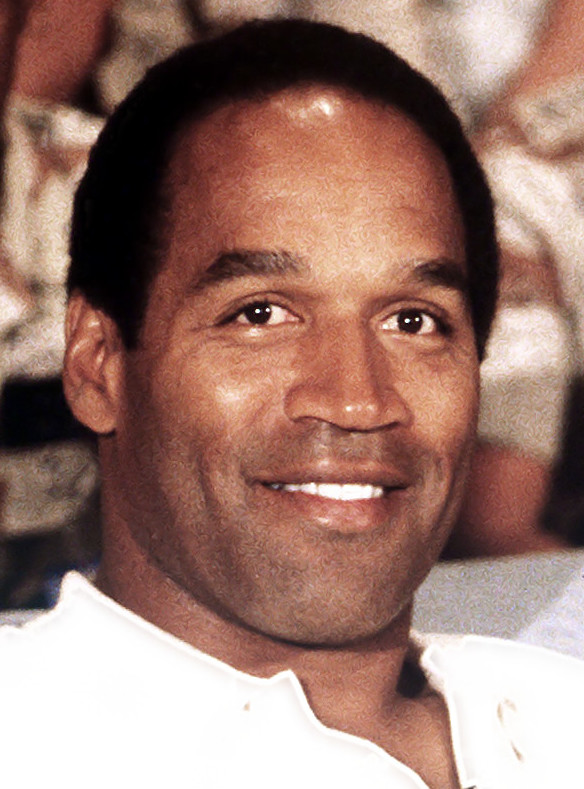
O. J. Simpson († 2024)

  - Lech Kaczyński, polský prezident (* 18. června 1949) a další významné osobnosti, viz Seznam obětí havárie Tu-154 u Smolenska
  - Maria Kaczyńska, manželka polského prezidenta Lecha Kaczyńského (* 21. srpna 1942)
  - Ryszard Kaczorowski, prezident Polska v exilu (* 26. listopadu 1919)
  - Stanisław Komornicki, polský brigádní generál (* 26. července 1924)
  - Anna Walentynowiczová, polská odborářská aktivistka (* 15. srpna 1929)
  - Janusz Zakrzeński, polský filmový a divadelní herec (* 8. března 1936)
  - Zbigniew Wassermann, polský politik a právník (* 17. září 1949)
  - Maciej Płażyński, maršálek polského Sejmu (* 10. února 1958)
- 2012
  - Lili Chookasian, americká operní pěvkyně − kontraaltistka (* 1. srpna 1921)
  - Luis Aponte Martínez, portorický kardinál (* 4. srpna 1922)
  - Afewerk Tekle, etiopský malíř a sochař (* 22. října 1932)
  - Barbara Buchholz, německá hudebnice a hráčka na theremin (* 8. prosince 1959)
- 2013
  - Lorenzo Antonetti, italský kardinál (* 31. července 1922)
  - Jimmy Dawkins, americký bluesový kytarista a zpěvák (* 24. října 1936)
  - Robert G. Edwards, britský fyziolog, Nobelova cena za fyziologii a lékařství 2010 (* 27. září 1925)
- 2014
  - Richard Hoggart, britský literární teoretik (* 24. září 1918)
  - Sue Townsendová, anglická autorka humoristických románů (* 2. dubna 1946)
- 2024 – O. J. Simpson, hráč amerického fotbalu (* 9. července 1947)

## Svátky

### Česko
- Darja, Daria, Darie
- Ezechiel
- Nikander, Marcián
- Michael
- dříve Radmil, Radomil

### Svět
- Slovensko: Igor

### Liturgický kalendář
- Sv. Michael de Sanctis
- Magdalena z Canossy

## Pranostiky

### Česko
- Na desátý den v dubnu setý bývá krásný len.

| 10. duben v pražském KlementinuÚdaje jsou platné k 8. 7. 2025. | 10. duben v pražském KlementinuÚdaje jsou platné k 8. 7. 2025. | 10. duben v pražském KlementinuÚdaje jsou platné k 8. 7. 2025. |
| minimum                                                        | denní průměr                                                   | maximum                                                        |
| -------------------------------------------------------------- | -------------------------------------------------------------- | -------------------------------------------------------------- |
| −4,0 °C (1812)                                                 | 8,5 °C (od 1961)                                               | 23,7 °C (2009)                                                 |